# Saint-Quantin-de-Rançanne
Saint-Quantin-de-Rançanne és un municipi francès situat al departament del Charente Marítim i a la regió de la Nova Aquitània. L'any 2007 tenia 263 habitants.

## Demografia

### Població
El 2007 la població de fet de Saint-Quantin-de-Rançanne era de 263 persones. Hi havia 112 famílies de les quals 28 eren unipersonals (12 homes vivint sols i 16 dones vivint soles), 48 parelles sense fills i 36 parelles amb fills.
La població ha evolucionat segons el següent gràfic:
Habitants censats

### Habitatges
El 2007 hi havia 150 habitatges, 111 eren l'habitatge principal de la família, 18 eren segones residències i 21 estaven desocupats. Tots els 148 habitatges eren cases. Dels 111 habitatges principals, 95 estaven ocupats pels seus propietaris, 14 estaven llogats i ocupats pels llogaters i 2 estaven cedits a títol gratuït; 1 tenia una cambra, 4 en tenien dues, 19 en tenien tres, 27 en tenien quatre i 60 en tenien cinc o més. 103 habitatges disposaven pel capbaix d'una plaça de pàrquing. A 41 habitatges hi havia un automòbil i a 64 n'hi havia dos o més.

### Piràmide de població
La piràmide de població per edats i sexe el 2009 era:
| Homes | Edats   | Dones |
| ----- | ------- | ----- |
| 0     | 95 o +  | 0     |
| 0     | 90 a 94 | 4     |
| 0     | 85 a 89 | 4     |
| 4     | 80 a 84 | 0     |
| 4     | 75 a 79 | 8     |
| 16    | 70 a 74 | 8     |
| 12    | 65 a 69 | 8     |
| 8     | 60 a 64 | 8     |
| 4     | 55 a 59 | 12    |
| 16    | 50 a 54 | 4     |
| 4     | 45 a 49 | 12    |
| 24    | 40 a 44 | 12    |
| 12    | 35 a 39 | 16    |
| 0     | 30 a 34 | 4     |
| 0     | 25 a 29 | 4     |
| 0     | 20 a 24 | 12    |
| 8     | 15 a 19 | 20    |
| 8     | 10 a 14 | 12    |
| 8     | 5 a 9   | 4     |
| 4     | 0 a 4   | 0     |

## Economia
El 2007 la població en edat de treballar era de 173 persones, 119 eren actives i 54 eren inactives. De les 119 persones actives 111 estaven ocupades (63 homes i 48 dones) i 8 estaven aturades (1 home i 7 dones). De les 54 persones inactives 29 estaven jubilades, 8 estaven estudiant i 17 estaven classificades com a «altres inactius».

### Ingressos
El 2009 a Saint-Quantin-de-Rançanne hi havia 110 unitats fiscals que integraven 252 persones, la mediana anual d'ingressos fiscals per persona era de 15.990 €.

### Activitats econòmiques
Dels 5 establiments que hi havia el 2007, 1 era d'una empresa de construcció, 3 d'empreses de comerç i reparació d'automòbils i 1 d'una empresa de serveis.
L'únic servei als particulars que hi havia el 2009 era un paleta.
L'any 2000 a Saint-Quantin-de-Rançanne hi havia 22 explotacions agrícoles que ocupaven un total de 663 hectàrees.

## Poblacions més properes
El següent diagrama mostra les poblacions més properes.